# Ampton
Ampton – wieś w Anglii, w hrabstwie Suffolk, w dystrykcie West Suffolk. Leży 40 km na północny zachód od miasta Ipswich i 106 km na północny wschód od Londynu.